# Karin Laasmae
Karin Laasmäe (Estonia, 1980) è una modella estone, eletta Miss Globe International 1998 ad Istanbul, in Turchia. 
Dopo la vittoria, in cui la modella ha battuto le altre trentasei delegate nazionali, ha partecipato in numerosi altri concorsi di bellezza. 
Nel 1999 ha preso parte a Miss Hawaiian Tropic, che si è tenuto a Las Vegas negli Stati Uniti, e dove si è classificata al secondo posto.
Nel corso dello stesso anno ha rappresentato l'Estonia a Miss Mondo 1999, che si è tenuto a Londra, e dove la modella ha raggiunto le semifinali, segnando il miglior piazzamento dell'Estonia nella storia di Miss Mondo.